# A Little Light Music
A Little Light Music is een livealbum van de Britse progressieve-rockband Jethro Tull, uitgebracht en opgenomen in 1992.

## Geschiedenis
De titel is een knipoog naar Mozarts Eine kleine Nachtmusik, alsmede een korte samenvatting van de inhoud van het album: Jethro Tull-muziek in een semi-akoestisch jasje. Het was het eerste livealbum sinds Live: Bursting Out dat ze op eigen initiatief uitbrachten omdat naar eigen zeggen dit album werkelijk iets toevoegde aan hun repertoire. Vanwege Ian Andersons stemproblemen waren ze min of meer genoodzaakt een semi-akoestische tournee te doen waar relatief veel nummers instrumentaal gespeeld werden. Maar het idee zelf was al ontstaan tijdens een twee week durende promotietournee begin 1991 in de VS, waar ze bij verschillende radiostations akoestische liedjes speelden.
Deze tournee heette net als het album A Little Light Music Tour en omvatte 17 concerten in kleinere zalen in Engeland, Duitsland, Zwitserland, Oostenrijk, Tsjechië, Griekenland, Turkije en Israël. De groep nodigde Dave Mattacks van Fairport Convention uit om zowel de drums als keyboard te bespelen.
Op deze tournee volgde de Light and Dark Tour, waar de concerten bestonden uit een semi-akoestische eerste helft en een hardrockhelft. Andrew Giddings en Doane Perry kwamen toen weer terug in de band.

## Nummers
1. Some Day The Sun Won't Shine for You
2. Living in the Past
3. Life Is a Long Song
4. Under Wraps
5. Rocks on the Road
6. Nursie
7. Too Old to Rock 'n' Roll: Too Young to Die!
8. One White Duck
9. A New Day Yesterday
10. John Barleycorn
11. Look into the Sun
12. A Christmas Song
13. From a Dead Beat to an Old Greaser
14. This Is Not Love
15. Bourée
16. Pussy Willow
17. Locomotive Breath

- George Dalaras zingt op de Griekse en Italiaanse versie van deze cd bij John Barleycorn.
- Too Old to Rock 'n' Roll: Too Young to Die! is hier uitgevoerd in een reggaeversie.
- John Barleycorn staat niet op een ander Jethro Tull-album en is gebaseerd op een traditioneel Brits volkslied. De eerste geschreven versie is van de Schotse dichter Robert Burns uit de 18e eeuw.

## Bezetting
- Ian Anderson (zang, dwarsfluit, akoestische gitaar, mondharmonica, mandoline, percussie)
- Martin Barre (elektrische en akoestische gitaar)
- David Pegg (basgitaar, mandoline)
- Dave Mattacks (drums, percussie, glockenspiel, keyboards)